# بیلی میلز (بازیکن فوتبال)
بیلی میلز (انگلیسی: Billy Mills؛ زادهٔ ۱۸۹۱) بازیکن فوتبال است.
از باشگاه‌هایی که در آن بازی کرده‌است می‌توان به باشگاه فوتبال لستر سیتی اشاره کرد.